# Navis lusoria

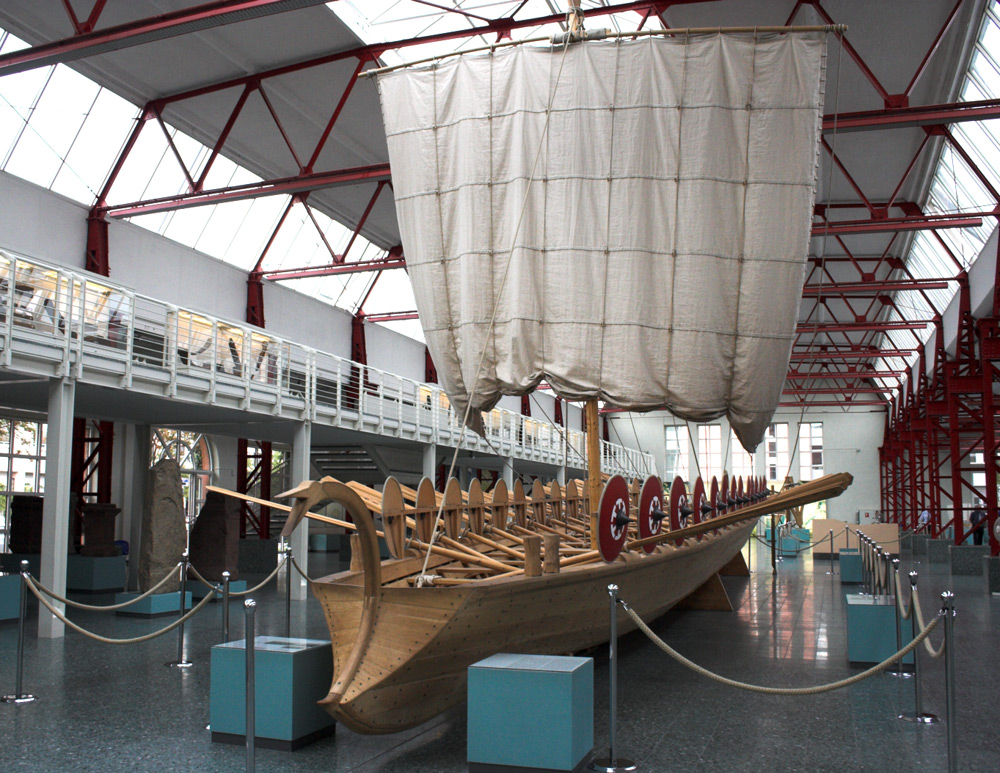
Reconstitution d'un navis lusoria au Musée de la navigation antique, de Mayence.

Un lusoria (forme abrégée de navis lusoria du latin « navire dansant/joueur », pluriel naves lusoriae) est un type de petit navire militaire de la fin de l'Empire romain qui servait au transport de troupes. Il était propulsé par une trentaine de soldats-rameurs et une voile auxiliaire. Agile, gracieux et à faible tirant d'eau, un tel navire était utilisé sur les rivières du nord proches du Limes Germanicus, la frontière germanique, et a ainsi servi sur le Rhin et le Danube. L'historien romain Ammianus Marcellinus a mentionné le navis lusoria dans ses écrits, mais on n'a pas pu en apprendre beaucoup à ce sujet jusqu'à la découverte de tels bateaux à Mayence, en Allemagne, en 1981-1982.

## Les navires romains de Mayence
En novembre 1981, lors de fouilles menées dans le cadre de la construction d'un hôtel Hilton à Mayence, des pièces de bois ont été découverts et identifiés comme des parties d'un ancien navire. Avant la reprise des travaux trois mois plus tard, le site a livré les restes de cinq navires datés du IVe siècle grâce à la dendrochronologie. Les épaves ont été mesurées, démontées et, en 1992, transférées au Musée de la navigation antique (en allemand : Museum für Antike Schifffahrt) du Musée central romain-germanique (Römisch-Germanisches Zentralmuseum) pour une préservation et une étude plus approfondies.
Scientifiquement, les épaves ont été appelées « Mainz 1 » à « Mainz 5 » et généralement désignées sous le nom de « Mainzer Römerschiffe » (les navires romains de Mayence). Elles ont été identifiées comme des navires militaires appartenant à la flottille romaine en Germanie, la Classis Germanica. Les navires peuvent être classés en deux types, à savoir les petits transports de troupes (Mayence 1, 2, 4, 5) appelés navis lusoria et un patrouilleur (Mayence 3). Le lusoria est plus étroit que l'actuaria (en), un type de cargo romain plus ancien et plus large.

### Reconstitution
Un navire reconstruit grandeur nature est exposé au Musée de la marine antique de Mayence et sert de représentant des lusoria. Pour la reconstruction de ce navire, les Mayence 1 et 5 ont servi de modèles. La réplique mesure 21,0 sur 2,8 m (68 pieds 11 pouces sur 9 pieds 2 pouces) tandis que le plat-bord mesure 0,96 m (3 pieds 2 pouces). Encore une fois, le chêne est utilisé. Les planches ont une épaisseur de 2 cm (0,8 pouce), généralement 25 cm (10 pouces) de long et sont construites à franc-bord. La quille n'a que 5 cm (2 pouces) d'épaisseur et est construite en planches ; elle contient un canal central pour recueillir l'eau. Il n'y a pas de quille. Les cadres sont placés à 33,5 cm (13,2 pouces) l'un de l'autre, ce qui correspond à l'unité de mesure d'un pes Drusianus. Les cadres maintiennent le navire ensemble. Le cadre du mât contient un trou pour placer le mât. Bien que le navire permette la navigation, la principale méthode de propulsion était l'aviron, avec une rangée ouverte de rameurs de chaque côté. Le plat-bord présente un pare-battage extérieur et est surmonté d'une planche de couverture. La planche de couverture contient le support des rames. L'effet protecteur des plats-bords est encore renforcé par les boucliers des soldats qui étaient suspendus à l'extérieur. Les bateaux étaient dirigés par un double gouvernail à l'arrière. Les voiles n'ont pas survécu aux siècles, leur reconstruction repose donc sur des représentations anciennes. Un lusoria était composé d'un barreur, de deux hommes pour manœuvrer la voile et d'environ 30 soldats pour manœuvrer les rames.
Il a été calculé que le lusoria étroit et relativement long pouvait atteindre une vitesse de déplacement de 11 à 13 km/h (6 à 7 nœuds) et une vitesse maximale de 18 km/h (10 nœuds).
L'importance des résultats a conduit à la création d'un centre de recherche spécifique pour étudier le transport maritime romain au Musée central romain-germanique et du Musée de la marine antique comme division mère. Ce dernier musée existe depuis 1994 et expose des répliques du lusoria et du patrouilleur ainsi que des objets originaux. Il est spécialisé dans la construction navale et le transport maritime romains, dans les provinces germaniques et dans tout l'empire.

## Contexte historique
Après la création du castrum militaire (fort) de Mogontiacum (Mayence moderne) en 13-12 av. J.-C., des navires de la Classis Germanica stationnèrent dans son port. Mogontiacum devint rapidement la capitale de la province romaine de Germanie supérieure et les navires de son port pouvaient naviguer en amont et en aval du Rhin et vers l'est jusqu'au Main. La flotte militaire fut modernisée lorsque l'empereur Julien augmenta les mesures défensives le long du Rhin au IVe siècle, et Marcellinus rapporta que l'empereur avait 40 lusoriae qui étaient utilisées pour ses troupes à Mogontiacum. À cette époque, la frontière était de plus en plus menacée, et les lusoriae devinrent utiles pour envoyer des troupes vers des avant-postes ou des points de crise. Cependant, les Vandales, les Suèves et les Alains finirent par traverser le Rhin et pillèrent Mogontiacum vers 407. Lorsque le contrôle romain prit fin, la flotte romaine locale se dégrada et coula pour, au fil du temps, se recouvrit de débris, de boue et de terre.

## Autre reconstitution
Le Regina est une reconstitution d'un lusoria réalisée par des étudiants du département d'histoire ancienne de l'université de Ratisbonne. Lancé en 2004, le bateau a été utilisé pour tester ses capacités lors de nombreux voyages le long de la Naab et du Danube. En 2006, le Regina a voyagé de Ratisbonne à Budapest en parcourant des distances allant jusqu'à 100 km (54 milles marins) par jour, confirmant que le navire était rapide et démontrant la grande mobilité que l'armée pouvait atteindre grâce à son utilisation.